# Lövbergaviken

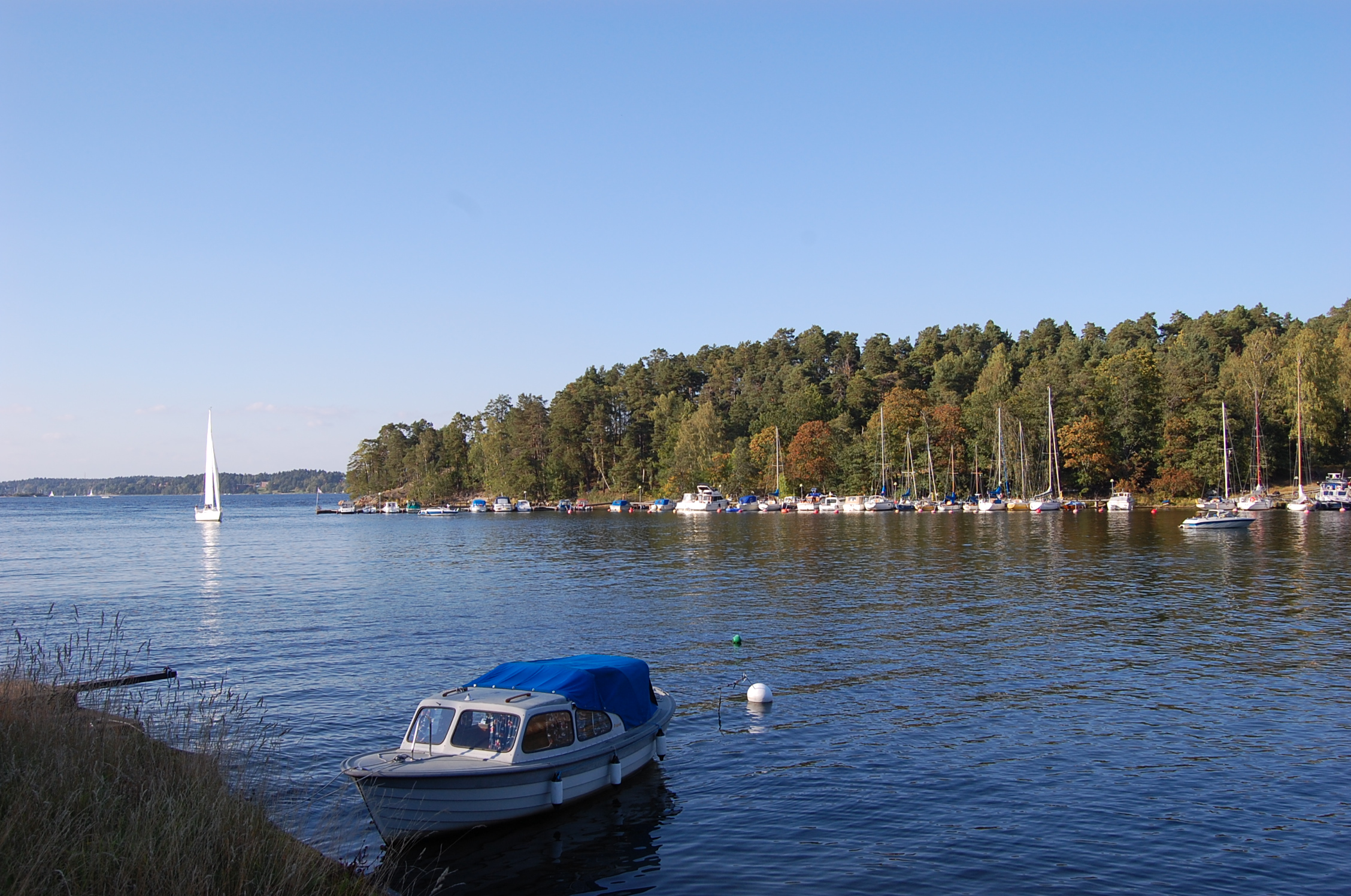
Lövbergaviken med Lövbergavikens Sjösällskap och Gärdesuddens naturreservat i bakgrunden.

Lövbergaviken är en vik av Höggarnsfjärden i norra Saltsjö-Boo, Nacka kommun. I anslutning till vikens södra sida finns Lövberga gård samt halvön Skepparholmen som rymmer ett konferenscentrum. Mot norr gränsar viken till Kummelnäsviken och Gärdesuddens naturreservat. Den ideella föreningen Lövbergavikens Sjösällskap har en hamn i viken.
År 1877 grundades Kummelnäs båtvarv i viken av Henning Smith. Varvet, som lades ned 1931, var ett av de första småbåtsvarven bland det flertal sådana som växte upp längs med Nackas stränder under perioden 1872 till 1932. Det till namnet liknande varvet Kummelnäs varv är alltjämt aktivt, men ligger emellertid i Kummelnäsviken.